# Спраут, Уоррен
Уо́ррен О́стин Спра́ут (англ. Warren Austin Sprout, 3 февраля 1874 — 23 августа 1945) — американский стрелок, олимпийский чемпион (1912).
Уоррен Спраут родился в 1874 году в Пикче-Рокс, округ Ликаминг штат Пенсильвания. Летом 1912 года на Олимпийских играх в Стокгольме Уоррен Спраут стал чемпионом в командном первенстве по стрельбе из армейской винтовки, а также завоевал бронзовые медали в командных первенствах по стрельбе из малокалиберной винтовки на дистанциях 25 и 50 м. 